# قصر آينالي كواك

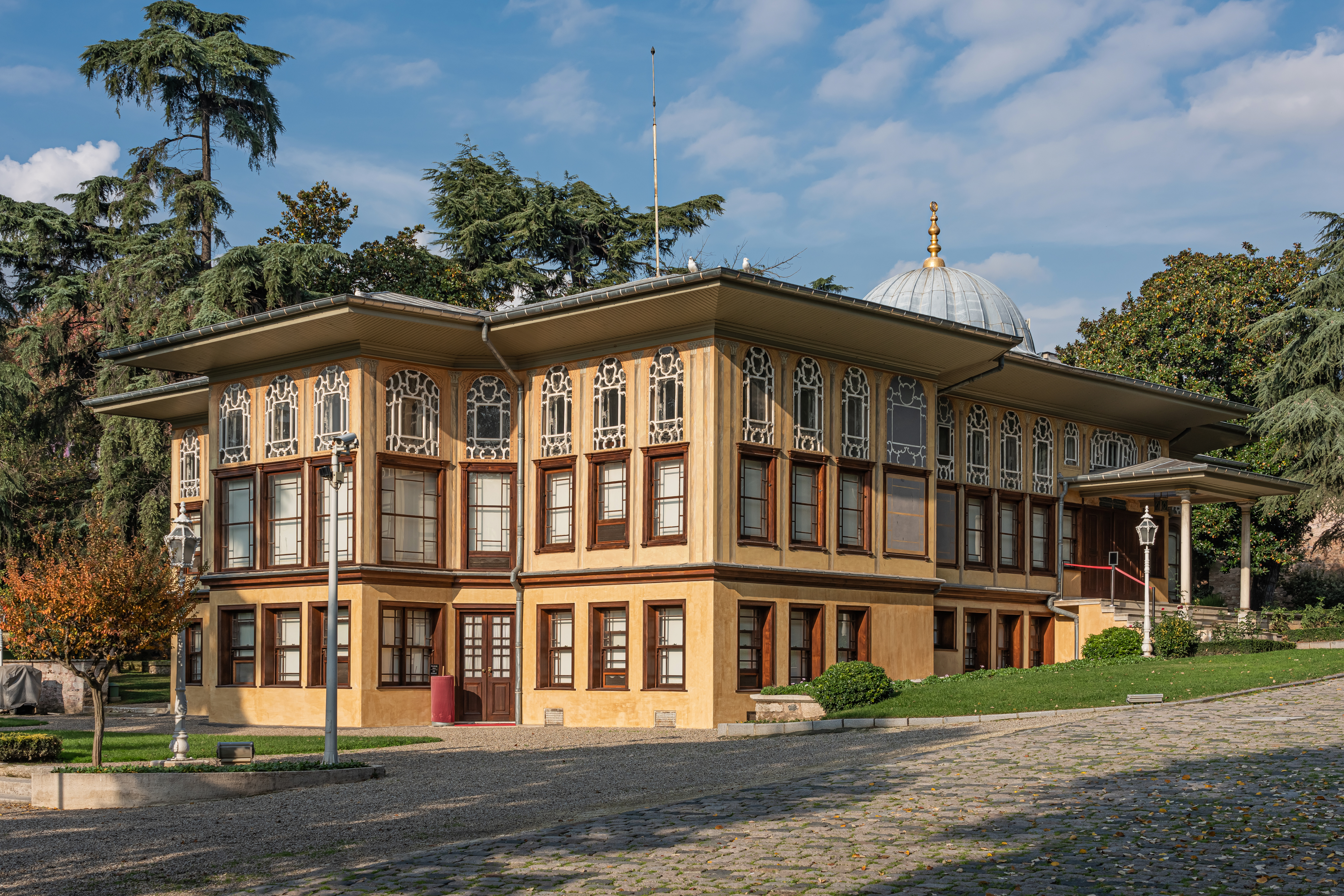

اشك أن السلطان محمد الفاتح قبل بناءه لقصر المشهور الباب العالي أو توباكي هو القصر الجميل والرائع قصر Aynalı kavak ” إينالي كواك ” يقع القصر في منطقة هاس كوي بمدينة إسطنبول التراثية لا يعرف على وجه التحديد تاريخ بناء ذلك القصر المبدع على المنحدرات المشجرة والمروج الخضراء داخل غابة مبدعة على الساحل تجد ذلك القصر التي غزاها الفاتح.
قصر اينالي كواك
حسب الرحالة الشهير أولياء جلبي فإنه قد بني في عهد السلطان محمد الفاتح ليتم السكن فيه قبل بناء توباكي والانتقال للسكن فيه ليكون قصرًا لسلاطين بني عثمان أما من قام بالبناء هنالك أقوال متأرجحة البعض يقول انه تم بناءه من قبل قائد الأسطول البحري التركي آنذاك خليل باشا في عام 1613 والبعض يقول غير ذلك لا يعرف على وجه التحديد متى تم البناء ومن قام بالبناء ولكن الراجح انه أول قصر سكنه السلطان محمد الفاتح بعد الفتح من المعروف إن القصر أخذ اسمه من أشجار المتواجدة في حديقة القصر ومرايا الحور هي عدد من المرايا التي أهداها الفنريك للسلطان أحمد الثالث بعد معاهدة باساروفجة حتى يترك منطقة مورا للأتراك وذلك بموجب تلك المعاهدة عام 1715 على التقريب أي في القرن الثامن عشر هو من القصور البسيطة جدًا التي، تتميز بالبساطة الشديدة في الديكور والتصاميم الداخلية والنوافذ الكبيرة والأثاث الداخلي..
قصر مراة الحور
يمتاز القصر بالتفرد والجمال وموقعة المميز وسط الحديقة وبناءه على شكل مربع قائم على عدد من الأعمدة تعلوه قبة تتكون الواجهة من 12 شباك كبير ومتوسط الحجم في المنتصف باب خشبي كبير أمام الباب نافورة صغيرة فوقها مظلمة واقفة على أربعة أعمدة، يوجد بالحديقة أكثر من نافورة جميعهم من المرمر الخالص ذات مساحة بسيطة، حدث بالقصر أعمال ترميم كثيرة على مدار العصور المختلفة فمع بداية القرن التاسع عشر الميلادي تم ترميم الشكل الحالي من حيث تقسيم الحديقة وتجديد مبنى القصر كان في عهد السلطان العثماني سليم الثالث.
القصر من الداخل
كان القصر يتم استغلاله من اجل المناسبات والاحتفالات في فترة عصر الخزامي هي تلك الفترة التي بدأت فيها الدولة العثمانية معاهدة باساروفجة بينها وبين النمسا في مطلع القرن الثامن عشر الميلادي عام 1716 واستمرت لعام 1730 حتى تمرد باترونا خليل أما القرن من الداخل مزين ومزخرف بالذهب والنقوش البسيطة غير المتكلفة، تم تسمية القصر بقصر مرآة الحور نجد في القصر من الداخل عدد من المرايا شديدة البهاء مع عدد من القاعات المختلفة والغرف عم القصر منذ القرن الثامن عشر الخراب أثناء عهد السلطان عبد الحميد الثاني وتم إصلاحه من قبل الوزير يوسف باشا Yusuf Paşa بعد اعلان الجمهورية التركية تم هجر القصر لسنوات طويلة لتعيد وزارة السياحة فتح وتجديد القصر وفتحه كمزار سياحي كبير لمن يهوى القصور العثمانية والمباني العثمانية المبدعة.
القصر من الداخل والجمال والبساطة
يسمح القصر ومكانه المتفرد وسط غابة الأشجار بالتقاط الصور الفوتوغرافية الجميلة لمحبي فن التصوير الفوتوغرافي، القصر مقسم من الداخل جزء خاص بالنساء يسمى جزء الحريم يسمى جناح Mabeyn Daireleri’ni والجزء الأخر لاستقبال القادة وجزء السلطان بعد معركة البندقية العثمانية داخل القصر المرايا ليعرف القصر باسم قصر مرايا الحور تشجع وزارة السياحة التركية بزيارة القصر هو هادئ المعالم يمتاز بالجمال الشديد والبساطة والتميز الكامل هو بمثابة متحف مفتوح كباقي القصور العثمانية